# Czempiń
Czempiń (prononciation : [ˈt͡ʂɛmpʲiɲ], en allemand : Tschempin) est une ville de la Voïvodie de Grande-Pologne et du powiat de Kościan.
Elle est située à environ 13 kilomètres au nord-est de Kościan, siège du powiat, et à 29 kilomètres au sud de Poznań, capitale de la voïvodie de Grande-Pologne.
Elle est le siège administratif de la gmina de Czempiń.
Elle s'étend sur 3,32 km2.

## Géographie

Plan de la ville.

La ville de Czempiń est située au centre de la voïvodie de Grande-Pologne, au milieu de grandes plaines agricoles. Elle est également à proximité immédiate (une trentaine de kilomètres) de la grande ville de Poznań et de son agglomération.

## Histoire
De 1815 à 1919, Czempin fait partie de l'arrondissement de Kosten dans le district de Posen de la province de Posnanie.
De 1975 à 1998, la ville faisait partie du territoire de la voïvodie de Poznań. Depuis 1999, la ville fait partie du territoire de la voïvodie de Grande-Pologne.

## Monuments
- L'église saint Michel archange, construite entre 1895 et 1899 ;
- Le palais de style baroque, qui a appartenu à partir de 1698 à la famille Szołdrski, il a été brûlé en 1709 puis reconstruit entre 1729 et 1739. Le palais appartient à nouveau à la famille Janik.

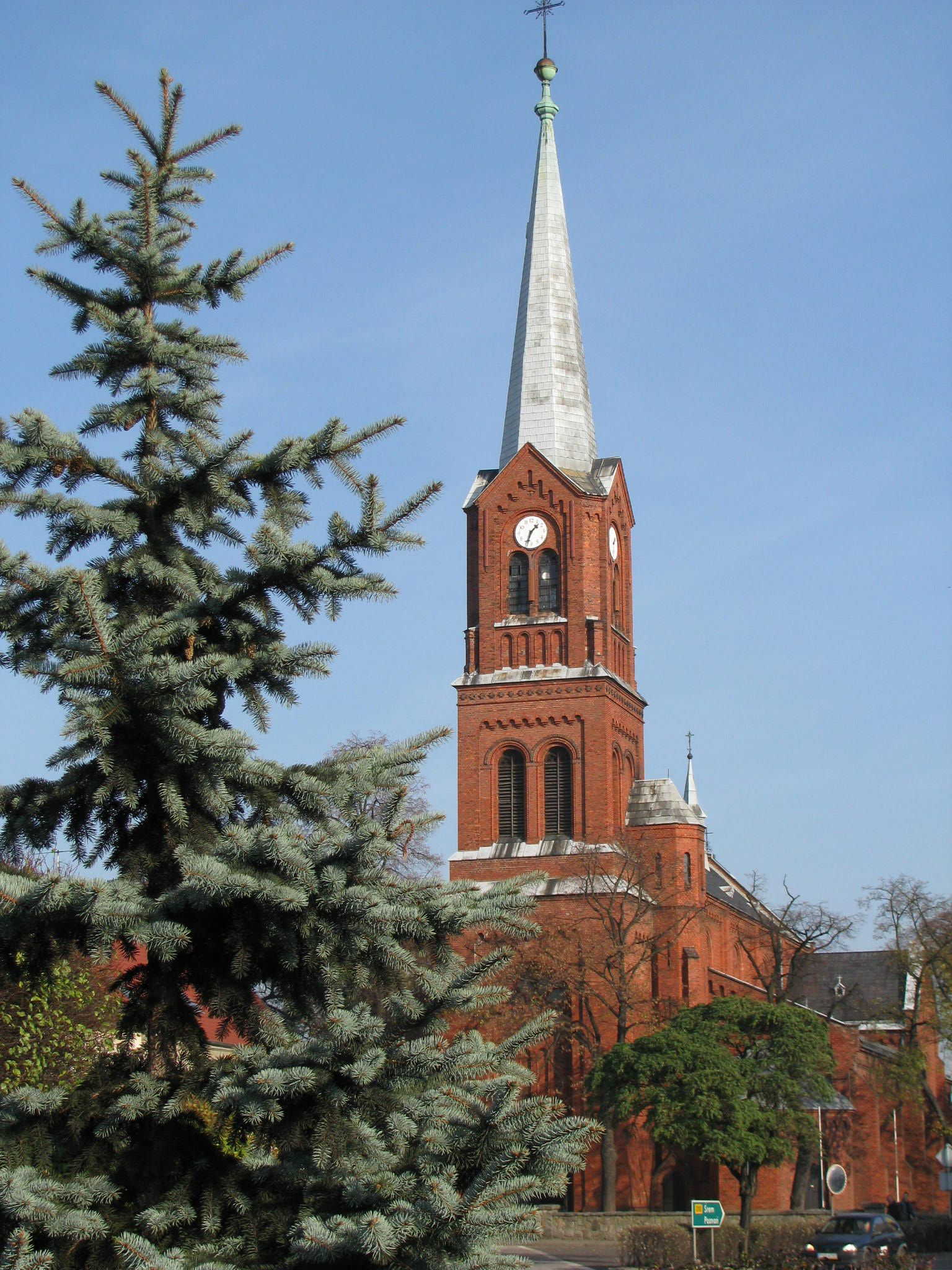
L'église saint Michel archange.
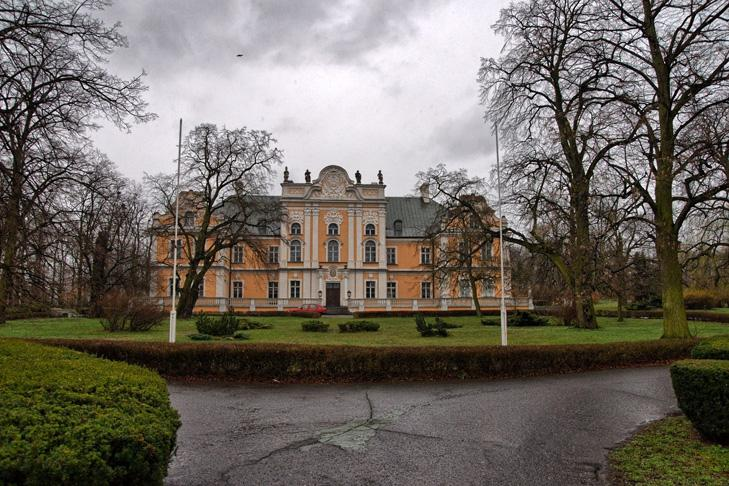
Le palais baroque.

## Voies de communication
Les routes voïvodales 310 (pl) (qui relie Śrem à Głuchowo) et 311 (pl) (qui relie Kawczyn à Czempiń) passent par la ville.